# 橫山滿子
橫山滿子（日语：／ Yokoyama Mitsuko，1940年—），日本前女子羽球運動員。
橫山滿子於1961年在全日本綜合羽球錦標賽上贏得女子雙打冠軍（搭檔為木村政子）。1965年後，她在同一賽事獲得女子單打冠軍。在1966年優霸盃決賽中，她出賽第三單打，以11:3和11:8的比分直落兩盤擊敗美國的蒂娜·貝里納加，協助日本隊以5-2獲勝，從而成為世界冠軍。